# Feel the Fire
Feel the Fire es el primer álbum de estudio de la banda de thrash metal Overkill, lanzado por Megaforce Records en 1985.

## Descripción
La banda pasó la mayor parte de 1985 y 1986 en el Feel the Fire tour, comenzando como teloneros de Megadeth en el Peace Sells US tour y después en Europa con Anthrax y Agent Steel.

## Lista de canciones
- Toda la música, letras y arreglos por Overkill

1. "Raise the Dead" – 4:16
2. "Rotten to the Core" – 4:56
3. "There's No Tomorrow" – 3:18
4. "Second Son" – 3:50
5. "Hammerhead" – 3:56
6. "Feel the Fire" – 5:48
7. "Blood and Iron" – 2:35
8. "Kill at Command" – 4:42
9. "Overkill" – 3:20
10. "Sonic Reducer" – 2:50

- La pista 10 fue una pista bonus, apareciendo como pista 5 para continuar la tradición de tener una canción de la serie "Overkill" cerrando el disco.

## Personal
- Bobby Ellsworth – voz
- D. D. Verni – bajo, coros
- Bobby Gustafson – guitarra
- Rat Skates – batería
- Grabado en Pyramid Studios, Nueva York, EUA
- Producido por Carl Canedy
- Alex Perialas - ingeniero
- Jon Zazula - productor ejecutivo
- Masterizado por George Marino en Sterling Sound